# Eusphaeropeltis pulcher
Eusphaeropeltis pulcher är en skalbaggsart som beskrevs av Lansberge 1885. Eusphaeropeltis pulcher ingår i släktet Eusphaeropeltis och familjen Hybosoridae. Inga underarter finns listade i Catalogue of Life.